# Trường Trung học Seckinger
Trường Trung học Seckinger là một trường trung học toàn diện bốn năm ở Buford, Georgia. Đây là trường trung học duy nhất trong cụm Seckinger của hệ thống Trường công lập Quận Gwinnett, và được khai trương vào tháng 8 năm 2022 với tư cách là một trường công lập. Trường Trung học cơ sở Jones, nối liền với trường Trung học Seckinger, cũng là một phần của cụm Seckinger cùng với ba trường tiểu học.
Trường có chủ đề về trí tuệ nhân tạo, với các chương trình giảng dạy về trí tuệ nhân tạo, máy học và khoa học dữ liệu để chuẩn bị cho sinh viên theo đuổi nghề nghiệp trong các lĩnh vực liên quan đến công nghệ.

## Lịch sử
Trường Trung học Seckinger được đặt theo tên của cựu thành viên Hội đồng Trường học Quận Gwinnett (Gwinnett County School Board), Dan Seckinger, người đã làm việc trong hội đồng 24 năm. Có một số tranh cãi xung quanh việc đặt tên trường, một phần vì vào năm 2018, Seckinger đã bỏ phiếu để đặt tên trường theo tên của mình trong cuộc họp cuối cùng của ông với tư cách là thành viên hội đồng quản trị. Hội đồng của trường đã không tuân theo quy trình đặt tên trường của riêng họ khi chọn tên, dù hội đồng đã có những quy định từ lâu về việc đặt tên trường theo tên các thành viên trong hội đồng.
Kiến trúc của trường được thiết kế bởi công ty kiến trúc Smallwood, Reynolds, Stewart, Stewart có trụ sở tại Atlanta.
Việc mở trường trung học này đã tạo ra khoảng 200 việc làm mới.

## Thể thao
Trường Trung học Seckinger thuộc Khu vực 8-4A của Hiệp hội Trường Trung học Georgia (Georgia High School Association).
Vào tháng 4 năm 2022, trường đã nhận được tài trợ môn bóng bầu dục giật cờ từ Atlanta Falcons, Arthur M. Blank Family Foundation và Nike, Inc. để giúp thiết lập một chương trình bóng bầu dục giật cờ cho trường.